# Gårdskornlöpare
Gårdskornlöpare (Amara nitida) är en skalbaggsart som beskrevs av Sturm 1825. Gårdskornlöpare ingår i släktet Amara, och familjen jordlöpare. Arten är reproducerande i Sverige.

## Bildgalleri

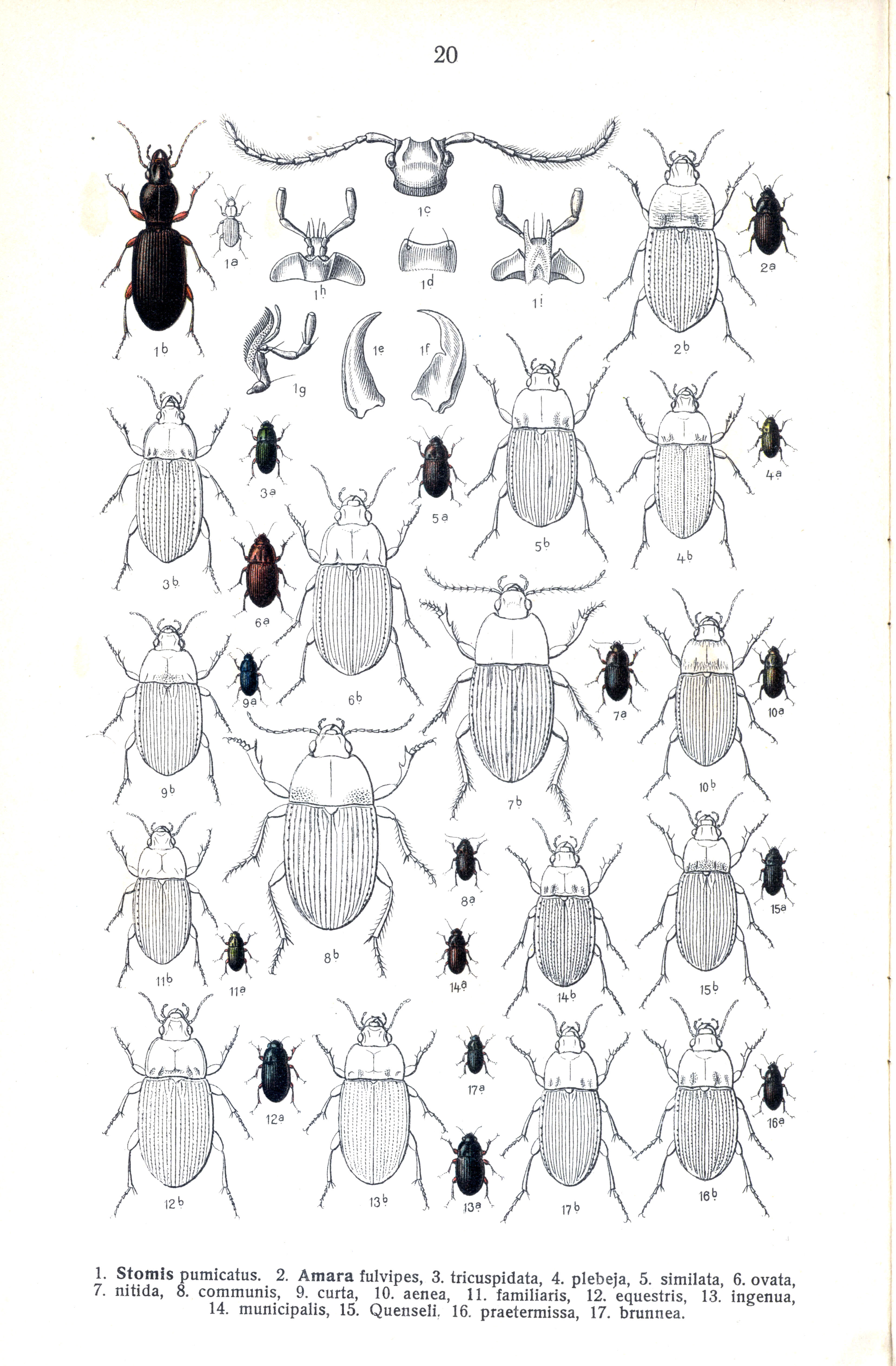
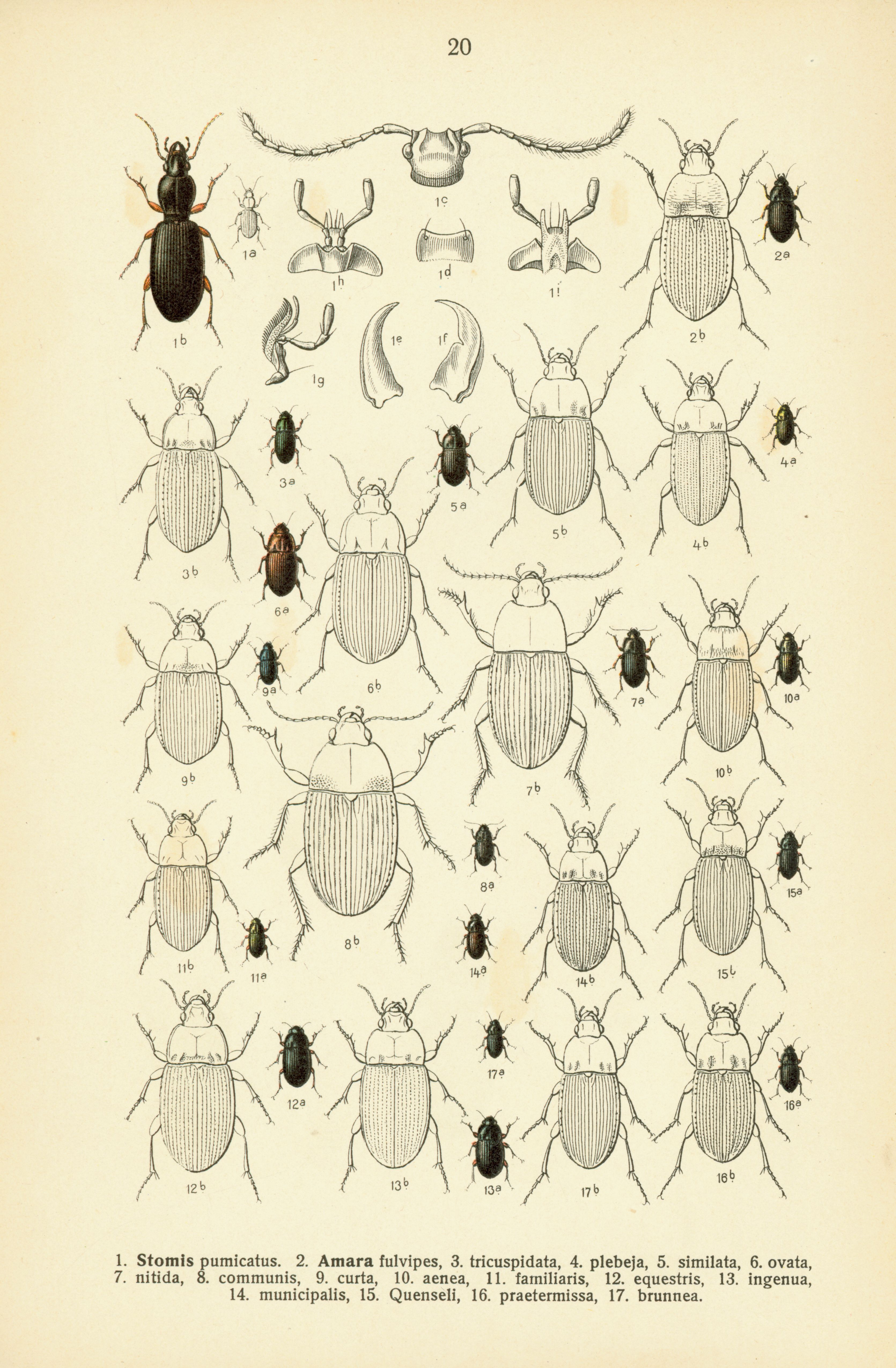